# Giuseppe Belluzzo
Giuseppe Belluzzo (ur. 25 listopada 1876 w Weronie, zm. 21 maja 1952 Rzymie) – włoski inżynier, wynalazca, polityk.
Syn Luigiego i Adelaide z domu Francescatti. Uzyskał tytuł inżyniera. Brał udział w I wojnie światowej. Był wykładowcą w Mediolanie, Turynie i Rzymie. Zajmował się turbinami parowymi.
Został politykiem Narodowej Partii Faszystowskiej. Był wybrany do Izby Deputowanych kadencji 1925-1929. Od 1925 do 1928 był ministrem gospodarki narodowej, a od 1928 do 1929 ministrem wychowania publicznego.w rządzie Benito Mussoliniego. W 1934 został wybrany senatorem. Od 193 do 1943 kierował komisją narodowego wychowania i kultury ludu.
Jego żoną była Lina z domu Fazzi, z którą miał troje dzieci. Jego imieniem nazwano ulice w Weronie i Rzymie.

## Odznaczenia
- Kawaler Orderu Korony Włoch (1907)
- Oficer Orderu Korony Włoch (1914)
- Komandor Orderu Korony Włoch (1917)
- Wielki Oficer Orderu Korony Włoch (1923)
- Kawaler Krzyża Wielkiego Orderu Korony Włoch (1925)
- Kawaler Orderu Świętych Maurycego i Łazarza (1919)
- Komandor Orderu Świętych Maurycego i Łazarza (1930)
- Krzyż Wielki Orderu Świętych Maurycego i Łazarza (1932)
- Kawaler Orderu Sabaudzkiego Cywilnego
- Wielka Wstęga Orderu Odrodzenia Polski (1928, Polska)[1]